# Mia Anočić Valentić
Mia Anočić Valentić (Osijek, 30. studenog 1990.) je hrvatska televizijska, kazališna i filmska glumica.

## Filmografija

### Televizijske uloge
| Godina        | Naslov             | Uloga                     | Bilješke                |
| ------------- | ------------------ | ------------------------- | ----------------------- |
| 2023.         | Mrkomir Prvi       | seljanka                  | gostujuća uloga         |
| 2020.         | Crno-bijeli svijet | čuvarica Ružica           | gostujuća uloga         |
| 2020.-2021.   | Dar mar            | Sara Tabak "Seka" Mikulić | glavna glumačka postava |
| 2015. – 2017. | Nemoj nikome reći  | Helena Jurić              | glavna glumačka postava |

### Filmske uloge
| Godina | Naslov                     | Uloga          | Bilješke            |  |
| ------ | -------------------------- | -------------- | ------------------- |  |
| 2022.  | O požudi i srcu            | Ana            | kratkometražni film |  |
| 2018.  | Za ona dobra stara vremena | Marija         |                     |  |
| 2016.  | Sve najbolje               | Sonja          |                     |  |
| 2015.  | Medo mali                  | Jelena         | kratkometražni film |  |
| 2014.  | Takva su pravila           | Policajka      |                     |  |
| 2014.  | Kosac                      | Djevojka       |                     |  |
| 2014.  | Sretni završeci            | Mala           |                     |  |
| 2013.  | Simon Čudotvorac           | Vinka Brnardić |                     |  |

## Privatni život
Kći je televizijskog, filmskog i kazališnog glumca i redatelja Saše Anočića. Njezin stric je glumac Živko Anočić. 

## Vanjske poveznice
- Mia Anočić Valentić u internetskoj bazi filmova IMDb-u (engl.)